# Le Loup de soie noire
Pour les articles homonymes, voir The Big City.
Pour plus de détails, voir Fiche technique et Distribution.
Le Loup de soie noire (The Big City) est un film américain réalisé par Tod Browning, sorti en 1928.

## Synopsis
Propriétaire d'une boîte de nuit, le gangster Chuck Collins a trouvé un bon moyen pour éloigner les soupçons de la police : dissimuler son butin dans la boutique d'une voisine. Mais Collins a aussi des problèmes avec son rival Curly, le chef d'une bande de gangsters. 

## Fiche technique
- Titre original : The Big City
- Titre français : Le Loup de soie noire
- Réalisation : Tod Browning
- Scénario : Tod Browning et Waldemar Young
- Photographie : Henry Sharp
- Montage : Harry Reynolds
- Costumes : Lucia Coulter
- Pays d'origine :  États-Unis
- Tournage : 27 octobre 1927 au 19 novembre 1927
- Format : Noir et blanc — 35 mm — 1,33:1 — Muet
- Genre : Film dramatique, Film policier
- Date de sortie : 1928

## Distribution
- Lon Chaney : Chuck Collins
- Marceline Day : Sunshine
- James Murray : Curly
- Betty Compson : Helen
- Matthew Betz : Red
- John George : l'arabe
- Virginia Pearson : Tennessee

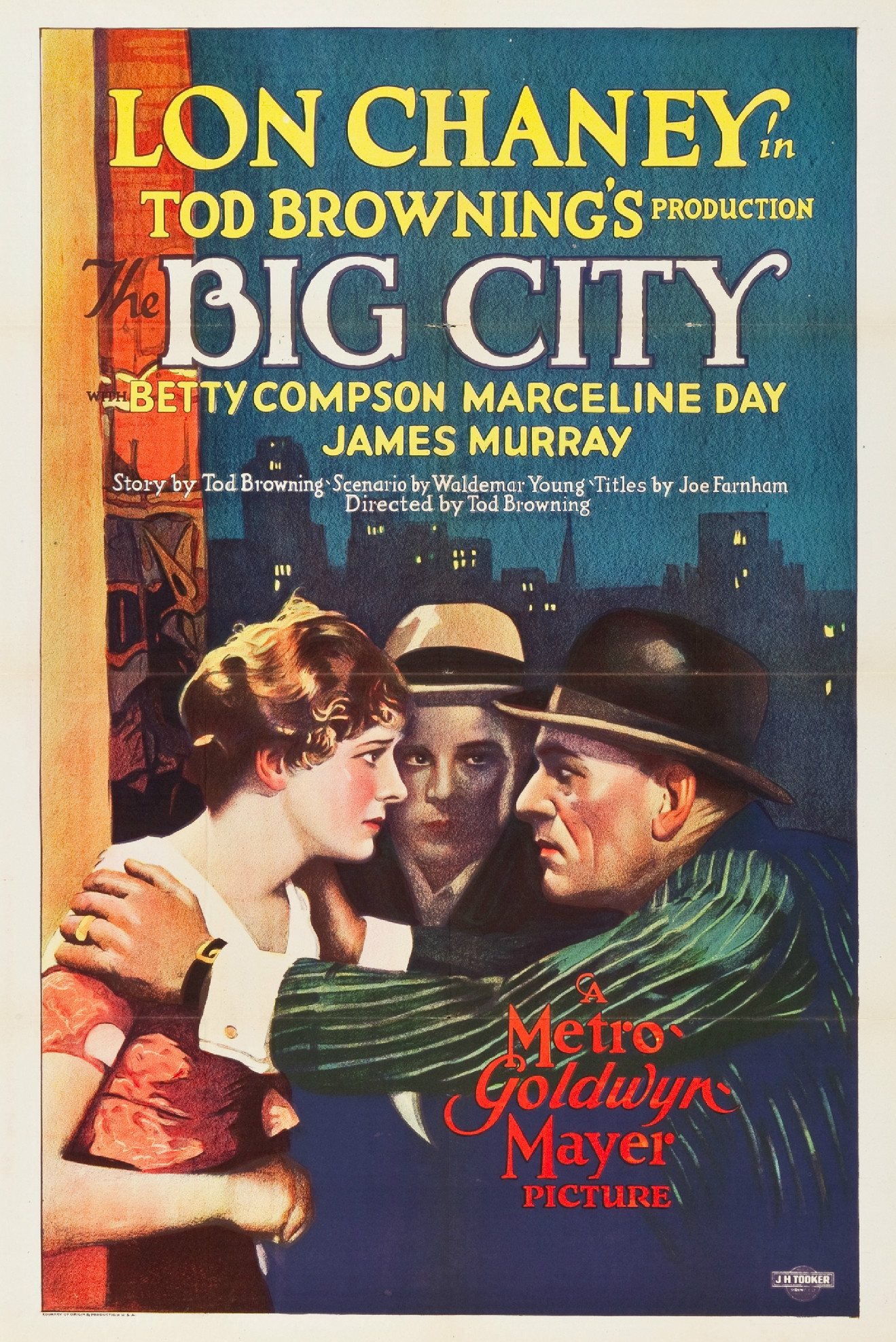
Affiche du film

- George Reed (non crédité) : un serveur